# Jèp de Montoya
Jèp de Montoya Parra (Les, Val d'Aran, 1959) és un escriptor i erudit aranès en occità, alhora president de l'Institut d'Estudis Aranesos - Acadèmia Aranesa de la Llengua Occitana (d'ençà el 10 de maig de 2007) i de l'Associacion Prefigurativa a l'Organisme de Regulacion de la Lenga Occitana (APORLÒC), des del gener de 2009. També és membre del Grup de Lingüistica Occitana i de diverses institucions araneses.

## Biografia
Jèp de Montoya nasqué el 1959 al si d'una família modesta del poble de Les. El seu pare era fuster-ebenista i la minuciositat que requereix aquesta feina caracteritza el caràcter d'aquest autor.

### La trajectòria literària
Jèp de Montoya començà la seva carrera literària ben jove i el 1976 guanyava el primer premi de prosa infantil al concurs literari aranès de la Fondacion deth Musèu Etnologic dera Val d'Aran. A partir d'aleshores, la seva producció es feu més intensa i fou guardonada amb diversos premis a la Val d'Aran i també a la resta del territori occità. Participà a l'Escolo deras Pireneos, una institució felibrenca i publicà diverses obres i treballs a nombroses revistes occitanes com la Bouts dera Mountanho, la Revue de Comminges, la revista Aran de la qual va ser cofundador. La seva obra cabdal és el Vademecum Aranense, un recull de textos de les terres araneses del segle xii fins al segle xx. El 2000 fou guardonat amb el Premi Jean Marie Grangé per l'Acadèmia dels Jocs Florals de Tolosa. Participa activament a les diverses produccions de promoció lingüística del Grop de Lingüistica Occitana, i amb Miquèu Segalàs ha elaborat un Vocabulari bàsic català occità, publicat per la Generalitat de Catalunya el 2010.
També ha col·laborat al llibre Comminges et Val d'Aran vus du ciel, publicat el 2002.

### La seva participació activa a la societat aranesa
A més de ser còsso de l'Ajuntament de Les de 2000 a 2007, Jèp de Montoya fou un dels membres de la Comission Redactora deth Document der Encastre d'Aran al Nou Estatut d'Autonomia de Catalunya, que fou aprovada per unanimitat al Conselh Generau d'Aran i alhora per la totalitat dels ajuntaments aranesos. També participà en la redacció del text del Projècte dera Naua Lei d'Aran. Destaca a més per la seva creació del nou Devarament deth Crist e Retaule de Santa Maria de Mijaran, una obra neorromànica realitzada pels artistes bascos Antonio Fdez. García de Acilu (escultor) i Carlos Ruíz de Ocenda (dorador-policromador), inspirant-se del bust romànic del Crist de Mijaran (del segle xii).

### L'activisme a favor de la promoció social de l'occità
Arran de la seva elecció com a president de l'Institut d'Estudis Aranesi, Jèp de Montoya s'implicà més decisivament en la defensa i promoció de l'occità a la Val d'Aran. Amb tot el seu activisme no es limità a aquesta part del Pirineu, ja que al gener del 2009 fou elegit president de l'APORLÒC i en companyia de diversos membres d'aquest organisme ha fet visites i establert diversos contactes amb representants d'institucions de llengües minoritzades com ara l'IEC, la Fryske Akademy o l'Euskaltzaindia per a la fundació de la futura entitat reguladora que popularment ha rebut el nom d'"Acadèmia de la Llengua Occitana". L'11 de març de 2011 dimití d'aquesta posició, que ocupa a partir del 23 de març a Gilabèrt Mercadièr. Conjuntament amb altres occitanistes, el 21 d'abril de 2010 Jèp de Montoya va comparèixer al Parlament de Catalunya com a president de l'Institut d'Estudis Aranesi en el marc del debat sobre la Llei de l'Occità, Aranès en Aran.

## Obres
- 1982: "Et Talhiste" i "Bruches, hantaumes, Houlet" en Libe d'Or de 1981. Era Bouts dera Mountanho
- 1983: "Aventures dera boup de Les" en Libe d'Or de 1982, Era Bouts dera Mountanho
- 1986: "Er harou" en Libe d'Or de 1985. Era Bouts dera Mountanho
- 1990: "Val de vals" en Libe d'Or de 1988. Era Bouts dera Mountanho
- 1990: "At cant det houec" en Libe d'Or de 1989. Era Bouts dera Mountanho
- 1992: "Convenae" en Libe d'Or de 1990. Era Bouts dera Mountanho
- 1994: "Carrieres de Les e Sent Biatch" en Libe d'Or de 1990. Era Bouts dera Mountanho
- 1997: Sant Blas–Les 1.983, a la col·lecció "Eth Paisenhe"
- 1999: Vademecum Aranense: Era Val d'Aran a trauèrs era sua lengua
- 2010: Vocabulari bàsic català occità amb Miquèu Segalàs

## Premis
- 1996: Rebé el títol de Subergrand, Midalha, e Isard d'Òr amb el nom d'Isard deth Montlude per la seva labor en pro de la cultura occitana d'Aran.
- 2000: Premi Jean Marie Grangé de l'Acadèmia dels Jocs Florals de Tolosa